# До історії раннього християнства
До історії раннього християнства — стаття Ф. Енгельса, написана 1894 року. Підводить підсумки багаторічного дослідження Енгельсом з історико-матеріалістичної і атеїстичної точки зору проблем виникнення, соціальних коренів і сутності християнства. Вперше опублікована в журналі «Die Neue Zeit» у № 1 і 2 за 1894 рік. У статті з матеріалістичної точки зору розглядаються соціальні причини виникнення християнства і простежується його історична еволюція в перші століття нашої ери. На думку автора, класовими коренями виникнення християнства є безсилля соціальних низів рабовласницького суспільства перед ворожими їм стихійними громадськими силами в епоху розкладання і кризи рабовласницького суспільного ладу. 
…християнство виникло як рух пригноблених: воно виступало спочатку як релігія рабів і вільновідпущеників, бідняків і безправних, підкорених або розпорошених Римом народів.

У статті на основі аналізу «Одкровення Івана» відзначаються відмінності між раннім християнством і державним християнством часів Нікейського собору.
…перша революційна (запозичена у філонівської школи) основоположна ідея християнства полягала для вірян у тому, що одна велика добровільна жертва, принесена посередником, спокутувала раз назавжди гріхи всіх часів і всіх людей.
Отже, ми бачимо, що християнство того часу, ще не усвідомивши саме себе, як небо від землі відрізнялося від пізнішої, зафіксованої в догматах світової релігії Нікейського собору; воно до невпізнання не схоже на останнє. У ньому немає ні догматики, ні етики пізнішого християнства; але зате є відчуття того, що ведеться боротьба проти всього світу і що ця боротьба увінчається перемогою; є радість боротьби і впевненість у перемозі, які повністю втрачені сучасними християнами і існують у наш час лише на іншому суспільному полюсі — у соціалістів.